# Ida Rubinstein
Iđa Rubinstên (có tên đầy đủ trong tiếng Nga: И́да Льво́вна Рубинште́йн, trong tiếng Anh: Ida Lvovna Rubinstein) là nữ vũ công người Nga, nữ diễn viên kịch, người bảo trợ nghệ thuật của Belle Époque. Bà nổi tiếng ở đầu thế kỉ XX với các vai diễn trong vở ba lê Ballets Russes, vở Scheherazade của Rimsky-Korsakov và đặc biệt là nhờ vở Boléro của M. Ravel (1928).

## Tiểu sử

### Thời thơ ấu
- Ida Rubinstein sinh ngày 21 tháng 9 (theo lịch cũ của Đế quốc Nga, theo lịch mới là ngày 3 tháng 10) năm 1883, tại một trong những gia đình giàu có nhất nước Nga thời đó; cha mẹ là người Do Thái ở Khackôp, thuộc Đế quốc Nga, và lớn lên ở Saint Petersburg.[4][5]
- Người cha có tên Lev Ruvimovich được ghi nhận là Công dân danh dự của thành phố Khackôp, người mẹ là Ernestina Isaakovna Rubinstein, chị gái là Rachel (sinh năm 1876).[5]
- Ông nội của Ida - Ruvim Rubinstein - vốn là một nhà kinh doanh đường rất thành công ở Khackôp, sau chuyển đến St Petersburg, thành lập công ty Роман Рубинштейн и сыновья (Roman Rubinstein và con trai), sau đó không lâu trở thành triệu phú và sở hữu các nhà máy đường, một ngân hàng Khackôp và nhà máy bia.[5][6]
- Gia đình đã đóng góp nhiều khoản tiền lớn cho các tổ chức từ thiện, nhất là các tổ chức nghệ thuật. Hai con trai của ông Ruvim là Lev (tức là cha của Ida) và Adolf thường xuyên tổ chức hội họp các nhà trí thức và những nghệ sĩ nổi tiếng tại nhà riêng. Con trai của Adolf Iosif (tức là em họ của Ida) là học trò của Franz Liszt và sau đã trở thành một nghệ sĩ dương cầm thành công.[5]

Ida hồi trẻ đã được hưởng sự giáo dục rất tốt về văn hóa và âm nhạc, khiêu vũ và sân khấu, nhờ sự giảng dạy của những người hướng dẫn hàng đầu thời đó đến từ các nhà hát của Đế quốc Nga.

### Sự nghiệp
- Ida chuyển đến Paris và tự bắt đầu sự nghiệp của mình với tư cách là một nữ diễn viên.[5][7] Tuy nhiên, cách Ida ăn mặc trên sân khấu được cho là quá phản cảm, nhất là đối với gia đình Do Thái, lại ở Đế quốc Nga, nên bố mẹ bắt buộc Ida phải về chịu "quản chế" ở St Petersburg.
- Vì muốn được tự do và có được quyền kiểm soát tài sản của mình, do cha mẹ cho phép thừa kế chỉ khi đã lập gia đình riêng, nên Ida đã kết hôn với một người "yêu đến điên cuồng" là Vladimir Gorvits. Nhờ đó, Ida tha hồ đi du lịch và biểu diễn.[4][8] Từ đó, Ida chính thức trở thành một vũ công, một diễn viên, nghệ sĩ ba lê, tham gia nhiều vở nhạc vũ kịch, đồng thời cũng tài trợ cho nhiều hoạt động nghệ thuật.[9][10]
- Trong hoạt động biểu diễn, Ida không phải là "top" đầu của các nghệ sĩ ba lê Pháp. Bà nổi bật trong các hoạt động khác: bà là một người bảo trợ quan trọng trong các hoạt động văn hoá - nghệ thuật của Pháp đương thời, bà tài trợ cho khiêu vũ, kịch và một số nghệ sĩ Pháp. Do đó, năm 1934, chính phủ Pháp đã trao tặng bà danh hiệu Légion d'honneur, và vào năm 1939 là danh hiệu cao quý nhất Grand Cross of the Légion.[11] Năm 1935, bà được Chính quyền sở tại trao quốc tịch Pháp danh dự.
- Khi phát xít Đức xâm lược, năm 1940, bà rời Pháp đến Anh, sau đó qua Algêri và Marôc. Ở đây, bà đã giúp những người lính Pháp bị thương và bà cũng được cựu bộ trưởng Anh ở Trung Đông là Walter Guinness (cũng là Lãnh chúa Moyne), người tình và nhà tài trợ lâu dài ủng hộ, cho đến khi ông bị ám sát năm 1944.
- Khi Đại chiến thứ hai kết thúc, bà trở về Pháp sống tại Les Olivades ở Vence đến cuối đời trong sự yên tĩnh. Bà mất ngày 20 tháng 9 năm 1960 tại đây và được chôn cất gần nơi cư trú.

## Ida qua hình ảnh

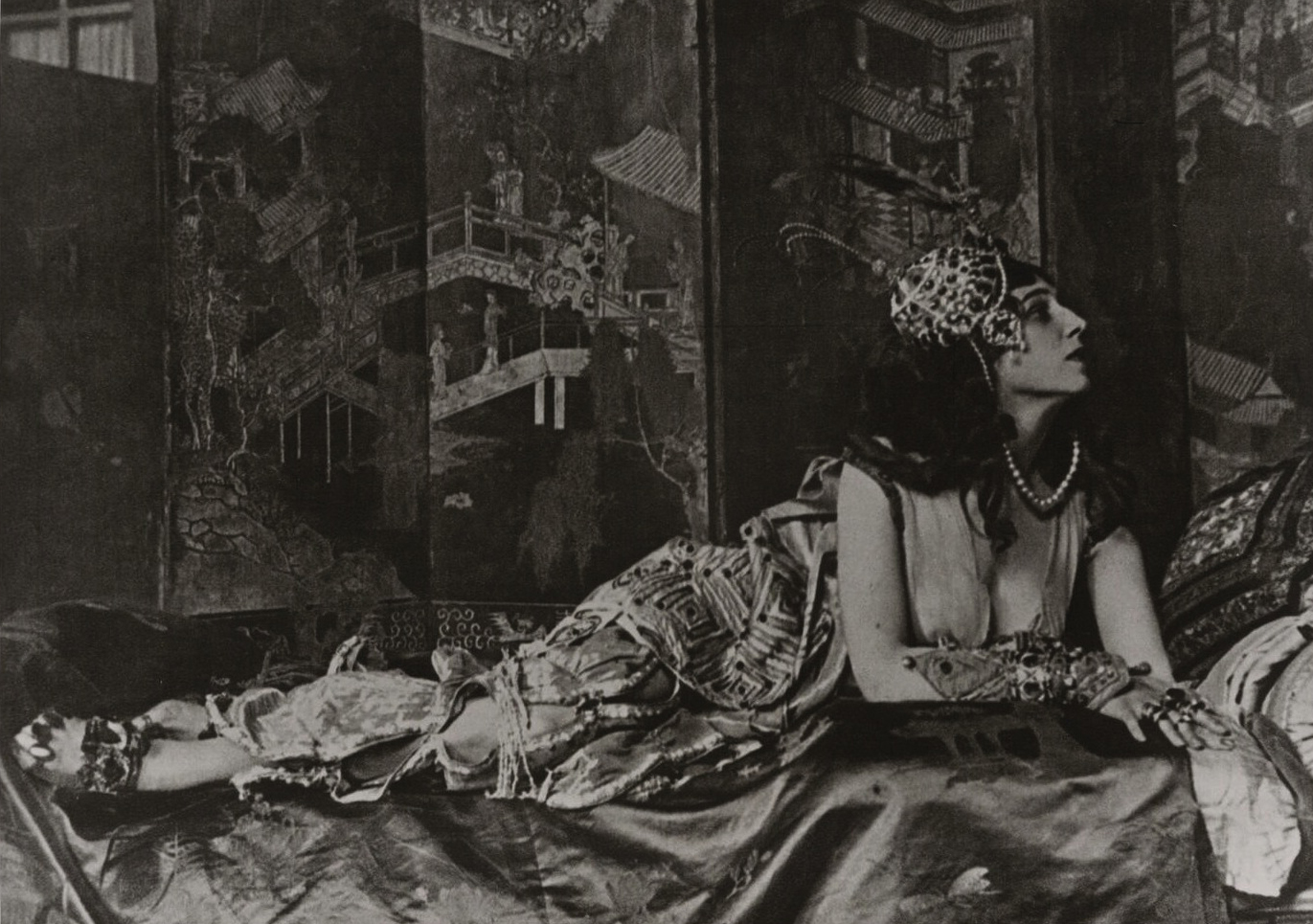
Ida trong vở Scheherazade của Rimsky-Korsakov.
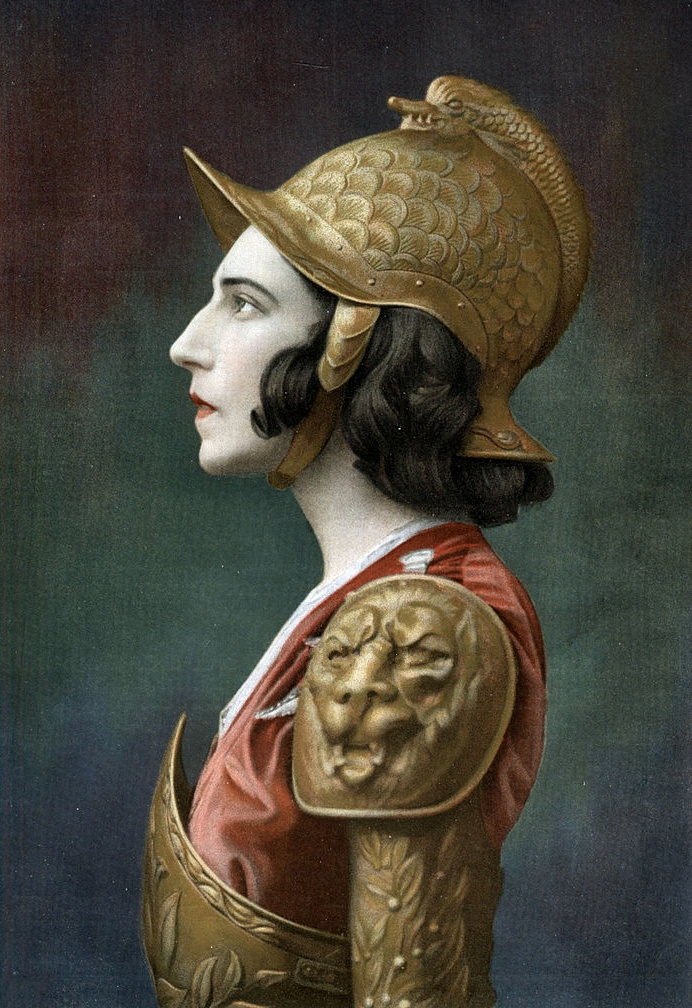
Ida khi đóng vai The Martyrdom của Saint Sebastian, 1911
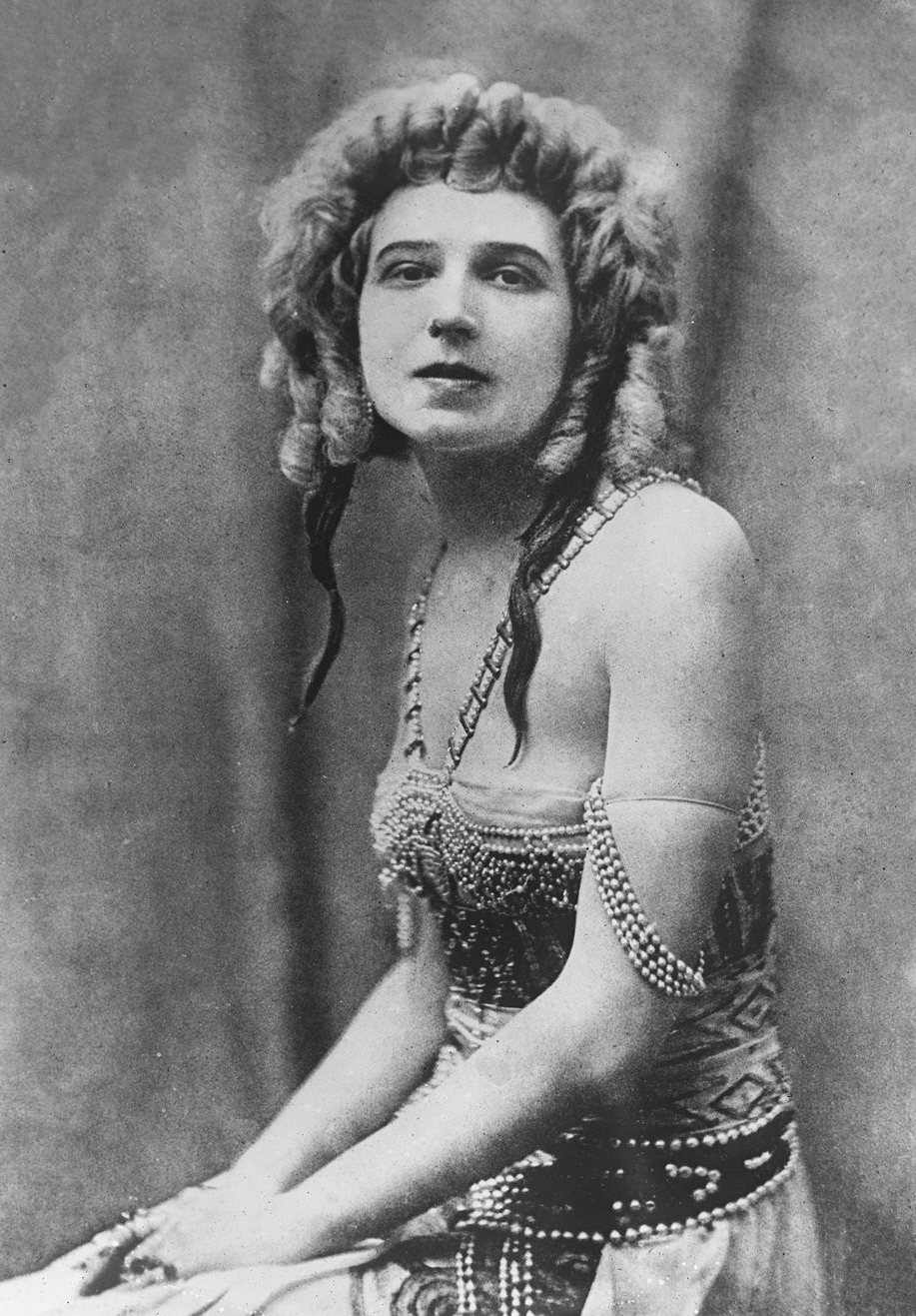
Ảnh chụp Ida năm 1922
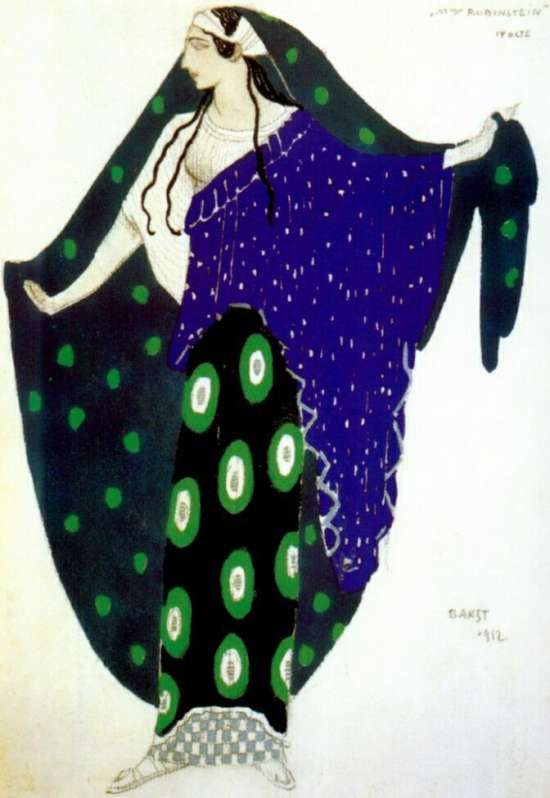
Leon Bakst: Trang phục cho Ida Rubinstein trong vai Elena Spartanskaya, 1912
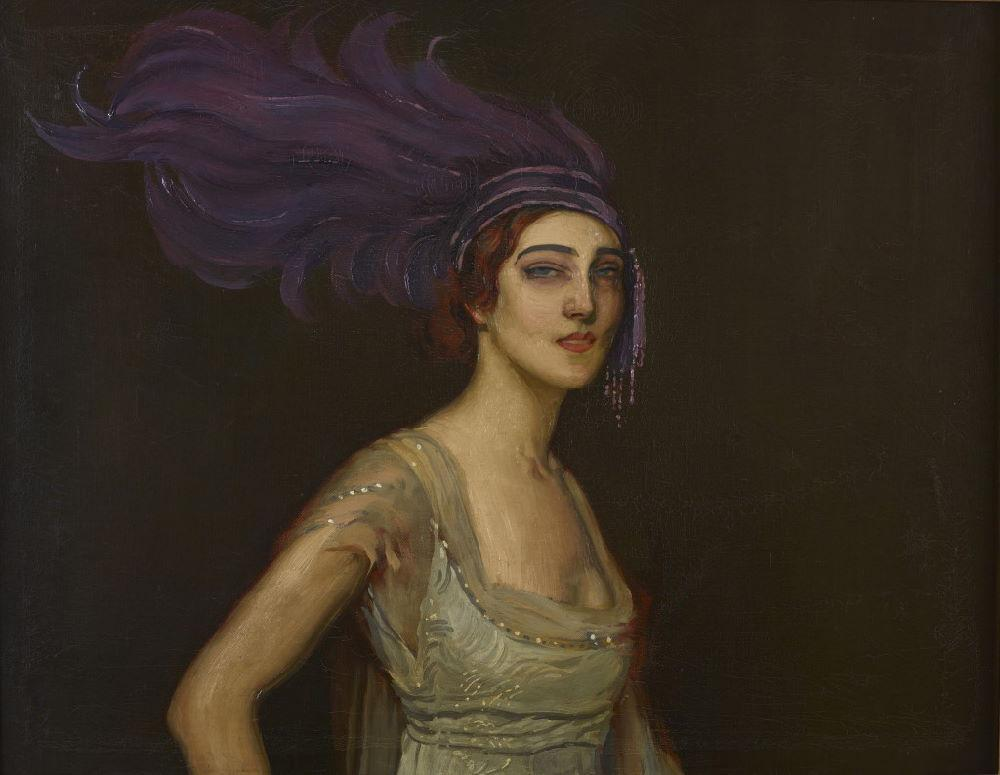
Chân dung Ida - tranh sơn dầu
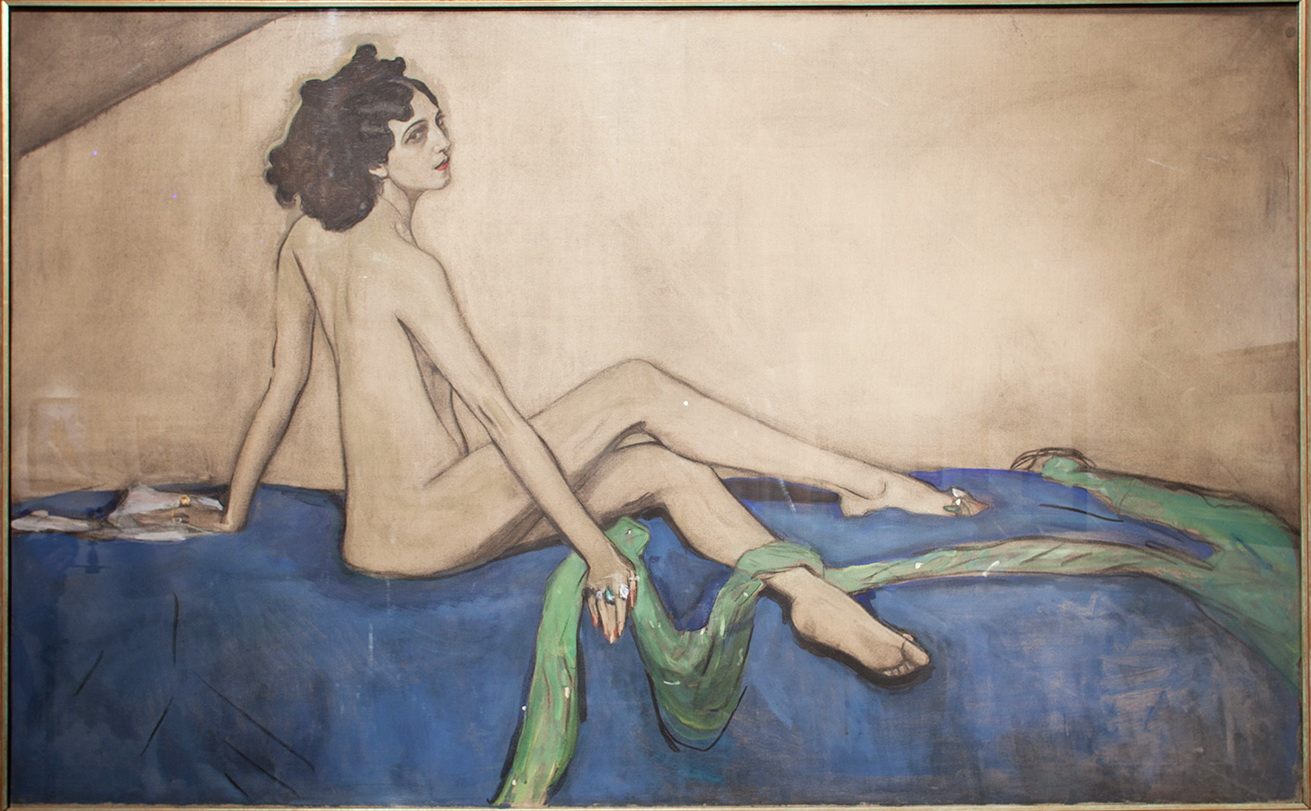
Chân dung khỏa thân của Ida ở vở Salomé. Tranh gốc của họa sĩ Valentin Serov vẽ năm 1910.